# Powiat Domažlice
Powiat Domažlice (czes. Okres Domažlice) – powiat w Czechach, w kraju pilzneńskim.
Jego siedziba znajduje się w mieście Domažlice. Powierzchnia powiatu wynosi 1 140,17 km², zamieszkuje go 58 901 osób (gęstość zaludnienia wynosi 51,67 mieszkańców na 1 km²). Powiat ten liczy 86 miejscowości, w tym 7 miast.
Od 1 stycznia 2003 powiaty nie są już jednostką podziału administracyjnego Czech. Podział na powiaty zachowały jednak sądy, policja i niektóre inne urzędy państwowe. Został on również zachowany dla celów statystycznych.

## Struktura powierzchni
Według danych z 31 grudnia 2003 powiat ma obszar 1 140,17 km², w tym:
- użytki rolne – 54,17%, w tym 67,92% gruntów ornych
- inne – 45,83%, w tym 82,53% lasów
- liczba gospodarstw rolnych: 256

## Demografia
Dane z 31 grudnia 2003:
| Opis        | Ogółem | Kobiety       | Mężczyźni     |
| ----------- | ------ | ------------- | ------------- |
| populacja   | 58 901 | 29 831 50,65% | 29 070 49,35% |
| średni wiek | 38,5   | 40,41         | 37,77         |

- gęstość zaludnienia: 51,67 mieszk./km²
- 54,39% ludności powiatu mieszka w miastach.

## Zatrudnienie
| Mieszkańcy ze stałym zatrudnieniem | 14 174       |
| Średnia pensja miesięczna          | 14 398 koron |
| Bezrobotni                         | 2129         |
| Stopa bezrobocia                   | 6,76%        |

## Szkolnictwo
W powiecie Domažlice działają:
| Rodzaj szkoły                   | Liczba szkół |
| ------------------------------- | ------------ |
| Przedszkola                     | 36           |
| Szkoły podstawowe               | 27           |
| Gimnazja                        | 1            |
| Szkoły średnie techniczne       | 3            |
| Szkoły średnie ogólnokształcące | 3            |
| Szkoły wyższe                   | 1            |

## Służba zdrowia
| Lekarze                               | 138 |
| Szpitale                              | 1   |
| Specjalistyczne ośrodki terapeutyczne | –   |
| Gabinety dentystyczne                 | 29  |
| Apteki                                | 13  |